# Краива (Алба)
Краива (рум. Craiva) насеље је у Румунији у округу Алба у општини Крикау. Oпштина се налази на надморској висини од 446 m.

## Становништво
Према подацима из 2002. године у насељу је живело 373 становника, од којих су сви румунске националности.